# Sandy Lomax
Sandy Lomax (* in Indianapolis) ist eine amerikanische Jazzsängerin.

## Leben und Wirken
Lomax, die sich schon früh mit Scatgesang beschäftigte, gehörte in den späten 1970er Jahren als Sängerin zur Funkband Soul Relation. In den 1990er Jahren lebte Lomax in Europa, wo sie eine Karriere als Solistin begann und zunächst vom Trio von Thomas Fink begleitet wurde, bevor sie eine eigene Band gründete. Mit diesen Formationen legte sie bis 1996 mehrere Alben vor. Dann kehrte sie in die Vereinigten Staaten zurück, wo sie zunächst im Bundesstaat New York und in Chicago lebte. Später war sie wieder in Indianapolis ansässig, wo sie mit dem Cohen Rutkowski Project auftrat. Seit 2019 spielte sie zudem die Hauptrolle im Musical Simply Ella von Sherri Brown-Webster. Sie spielte auch Nebenrollen in mehreren Spielfilmen.

## Diskographische Hinweise
- Thomas Fink Trio Featuring Sandy Lomax: Big Brown Eyes (Workshop Records 1993, mit Rainer Glas, Rudolf Roth sowie Vincent Herring)
- Trance Jazz (Workshop Records 1994, EP, mit Chris Beier)
- Thomas Fink Trio Featuring Sandy Lomax: You Don't Know What Love Is (R&M Digital Music 1995, mit Rainer Glas, Rudolf Roth sowie Allan Praskin)
- Songs from the Jazz Age (Workshop Records 1996, mit Martin Schrack, Rainer Glas, Harald Rüschenbaum)